# Xosé Manuel Beiras
Xosé Manuel Hixinio Beiras Torrado (Santiago de Compostel·la, 7 d'abril de 1936) és un polític i economista gallec, líder del partit Anova-Irmandade Nacionalista, partit originat a partir d'Encontro Irmandiño, corrent intern escindit del Bloc Nacionalista Gallec (BNG).
En la IX Assemblea del BNG (2001) va ser elegit president del Consell Nacional (CN) d'aquesta formació, i el seu portaveu en el Parlament de Galícia. Posteriorment, després d'abandonar la presidència del CN, va encapçalar un corrent intern del BNG anomenat "Encontro Irmandiño", que es va escindir el 12 de febrer de 2012. Continua a més al capdavant de la càtedra d'Estructura Econòmica de la Facultat de Ciències Econòmiques a la Universitat de Santiago de Compostel·la. També és un prolífic escriptor, exacadèmic numerari de la Real Academia Galega.

## Biografia
El seu pare va ser el galleguista històric Manuel Beiras, membre del Partit Galleguista i de Dereita Galeguista durant la República i regidor de Santiago a les primeres eleccions democràtiques. Des de 1957 va estudiar Dret a la Universitat de Santiago de Compostel·la. El 1958 es va llicenciar i es va traslladar a París on es va matricular en la Facultat de Dret i Ciències Econòmiques. També va estudiar Llengua i Literatura Francesa en la Universitat de La Sorbona (1960).
El 1961 es va traslladar a l'Escola d'Economia de Londres (London School of Economics) per a ampliar els seus coneixements en l'àrea de les Ciències Econòmiques. Altres biògrafs situen l'estada de Beiras a Londres en els anys 1964/65, després vindria uns mesos a Galícia (1965/66) per a fer classes en l'Escola d'Economia Política a la Facultat de Dret de Compostel·la. Més tard (1966/67), gràcies a una beca d'estudis de la Fundación Juan March, va seguir un curs d'especialització avançada i investigació amb François Perrou en l'Institut de Sciencie Economique Aplliquée (ISEA) de París.
El 1963 va ser membre fundador del Partit Socialista Gallec en la clandestinitat. També es va fer càrrec de la subdirecció de la Revista de Economía de Galicia (càrrec que deixaria el 1968). Ja el 1964 va assumir el càrrec de Relacions Internacionals del partit. Aquest càrrec el tornaria a assumir el 1970. En aquesta etapa es relaciona amb altres formacions europees socialistes i amb el Moviment Socialista de Catalunya de Josep Pallach i Joan Reventós. El 1967 rebé el Premi de la Casa Galícia de Nova York pel seu llibre O problema do desenrolo na Galiza rural. Ja el 1968 torna a viure definitivament a Galícia, i en aquest mateix any comença a treballar com a professor d'Estructura i Institucions Econòmiques a la Facultata d'Econòmiques. En el 1969, col·labora en una obra col·lectiva Introducción á economia galega de hoxe publicada a Vigo, i va ser relator en l'elaboració del Document Conjunt Partit Socialista Gallec-Unión do Povo Galego.
El 1970 estant uns mesos a Madrid, en el Col·legi Major Universitari César Carlos, publica la seva tesi doctoral sobre el desenvolupament econòmic i demogràfic a Galícia entre 1900 i 1960 amb el títol Estructura y problemas de la población gallega, amb el qual guanya el Premi Extraordinari de Doctorat i aconsegueix, també, ser professor adjunt en la Càtedra d'Estructura Econòmica. El 1971 assumeix el càrrec de secretari general del PSG i el 1972 publica a Vigo O atraso económico de Galiza. En aquest mateix any li oferiexen el lloc de Degà en funcions durant les revoltes estudiantils i obreres.
Dintre de les seves col·laboracions col·lectives sorgeixen el 1975, publicades a Vigo, dues obres; A Galiza rural na encrucillada i Contaminació industrial i desenvolvimento. El 1977 deixa el càrrec de secretari general de PSG, després d'encapçalar les llistes per La Corunya en les primeres eleccions generals de la transició democràtica en les quals no va aconseguir ni un sol escó (va obtenir 16.660 vots, el 3,69%), així com el partit, per a ser designat acadèmic numerari de la Real Academia Galega, dignitat a la qual va renunciar temps més tard. També aquest mateix any es va encarregar de la direcció d'una investigació sobre el procés de modernització de l'agricultura gallega, amb els fons proporcionats per la Fundació Pedro Barrié i la Universitat de Montpeller.

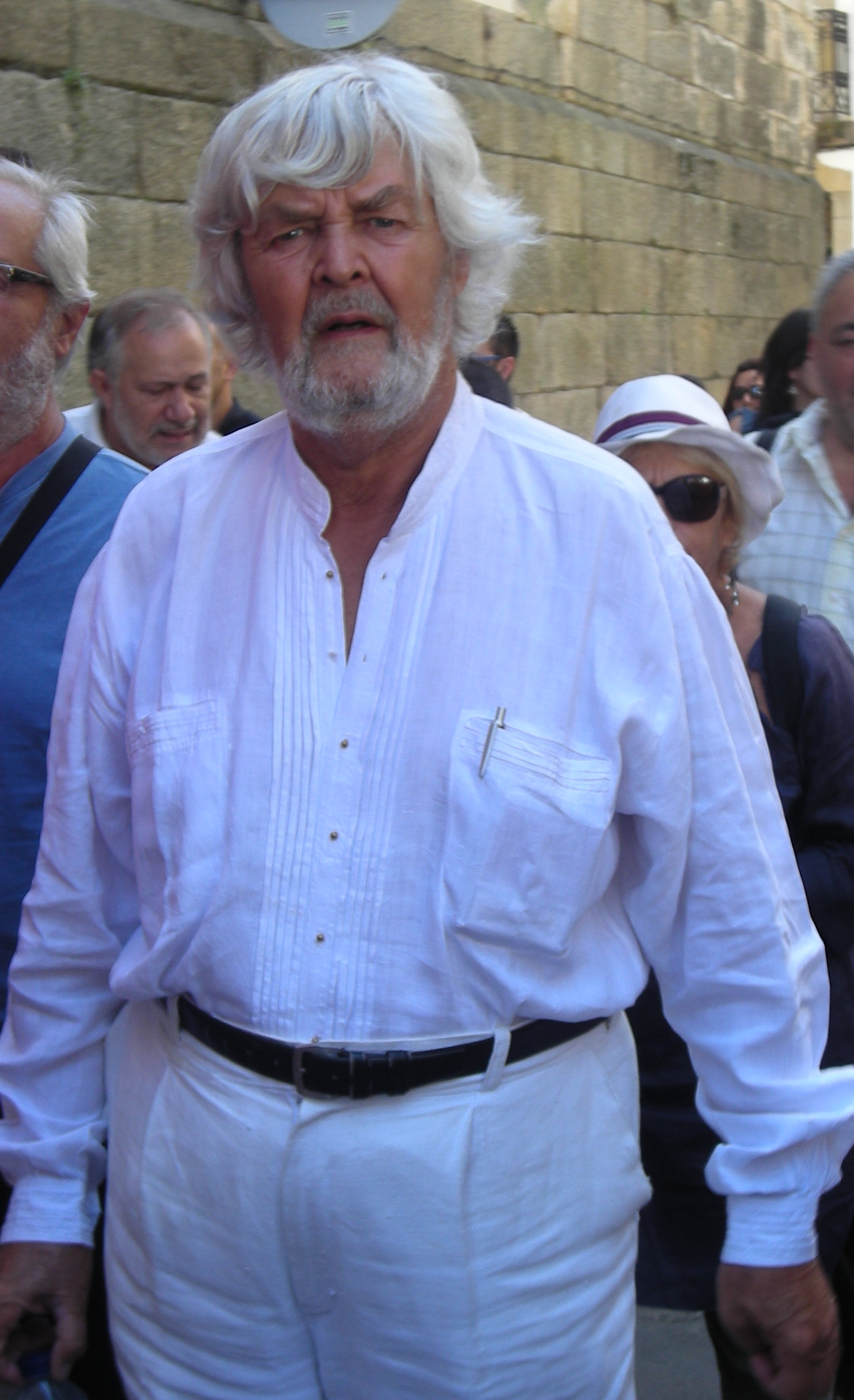
Xosé Manuel Beiras en la manifestació del Día da Patria Galega el 25 de juliol de 2009, a Santiago de Compostel·la.

El 1980 Beiras accedeix definitivament a la Càtedra d'Estructura Econòmica en la Universitat de Santiago de Compostel·la. El 1982 participà en la constitució del Bloc Nacionalista Gallec (BNG) en el qual entra en la seva Direcció nacional i Permanent en representació d'Esquerda Nacionalista. En aquest any surt la seva publicació O atraso e Nós. Aportación para un debate encol o atraso económico. Al febrer d'aquest mateix any és nomenat Degà de la Facultat de Ciències Econòmiques. Ja entrats el 1984, Beiras, en companyia d'altres autors, publica l'obra Dende Galiza: Marx. Homenaxe a Marx no 1º centenario da súa morte. En solitari només publicaria altre llibre, Per unha Galiza liberada, obra en la qual venia treballant des de 1976. En aquest mateix any, al gener, torna a reafirmar el seu càrrec com Degà de la Facultat.
A les eleccions autonòmiques del 24 de novembre de 1985, Beiras és elegit diputat del Parlament de Galícia. També publica Constitución española e nacionalismo galego: unha visión socialista. En aquest any, Beiras, després d'una discrepància amb la presidència de la RAG sobre de la Llei de Normalització Lingüística del Gallec, deixa la Reial Acadèmia Gallega. El 1987 traduí al gallec la peça teatral Els justos d'Albert Camus (Beiras ja havia tingut diverses experiències en l'àmbit de la traducció; fruit d'elles són: Cartes a un amic alemany, també del mateix autor, i les obres de teatre traduïdes juntament amb Xosé Luis Franco Grande al voltant dels anys 1958/59: Antígona, de Jean Anouilh i No haurà guerra de Troia de Jean Giradoux). També, el mateix any, va prestar la seva col·laboració al Homenaxe o Mestre Sampedro (Homenatge al Professor Sampedro). Va estar com a professor convidat en la Universitat de Tolosa de Llenguadoc. Ja anteriorment havia estat en la de Coïmbra (1976). El 1988 va traduir del francès l'obra d'Anne Philipe El Temps d'un sospir.
El 17 de desembre de 1989 es torna a presentar a les eleccions autonòmiques, i de nou guanya l'escó per la Corunya, juntament amb altres 4 representants, i assumeix el càrrec de portaveu del grup del BNG. Sobre el seu pensament polític i la seva trajectòria els escriptors Francisco Pillado Maior i Miguel Anxo Fernán-Vello publiquen un llibre titulat Conversaciones con Xosé Manuel Beiras. Ja el 1990, al gener, tant Beiras com els del seu grup no aprovaren una proposició no de llei sobre l'autodeterminació del PSG-EG per no veure-li sentit, ja que la Càmera no tenia sobirania per haver grups espanyols. En la legislatura de 1989/1993 va ser expulsat diverses vegades de la Càmera per oposar-se i, fins i tot, intentar plantejar-li una moció de censura a Manuel Fraga. En aquest mateix període, en la proposta del ple extraordinari d'incendis forestals, va presentar una proposta d'independència per a Galícia i la reforma de la Constitució, votant en contra de la proposta de Manuel Fraga sobre l'administració única. Entrats el 1991, Beiras publica un altre llibre: Prosas de combate e maldicir.
El 10 de març de 1993 no es va mostrar d'acord davant la iniciativa del Partit Popular a Galícia, de modificar la Legislació del Parlament i va mostrar el seu descontentament copejant en el seu escó amb una sabata. Va mostrar una actitud inconformista durant els debats de ponència i comissió sobre d'aquest tema pel que va ser expulsat de la Cambra el 15 i el 17 del mateix mes amb una sanció d'un mes sense drets parlamentaris. Beiras va recórrer al Tribunal Constitucional el 12 de juliol de 1993, el qual va admetre el recurs el 4 de novembre del mateix any. A més va mantenir una llarga polèmica amb executiu regional de Fraga per la compra de drets de les marques del Xacobeo 93, al que va acusar de falsedat en document públic, prevaricació i malversació de fons. El 17 d'octubre de 1993 es va presentar per tercera vegada com cap de llista per La Corunya i com candidat a la Presidència de la Xunta de Galícia. Va aconseguir la renovació de la seva acta de diputat i el seu grup passa de 5 a 13 diputats. Entrat 1995, Beiras és proposat com a Portaveu Nacional del grup, càrrec en el qual resulta triat en la VII Assemblea. Ja s'havia presentat al gener del 1991 i març del 1993, i hi va obtenir suports significatius.
En el desembre de 1995 va fer un viatge d'uns dies a l'Argentina i Uruguai, en el qual mantingué algunes reunions amb representant de centres gallecs, dirigents polítics i sindicals i oferix algun discurs en diverses universitats. Fruit d'això, publica el 1996 un llibre amb el títol O estado da nación, en el qual afegí els seus discursos des de 1989 a 1995. El 19 d'octubre de 1997 es presenta de nou com candidat del BNG a la Presidència de la Xunta, renova l'escó i veu créixer el seu grup a 18 diputats passant a ser la segona força a Galícia. El 1998 torna a renovar el càrrec com a portaveu nacional del BNG. Així mateix va dur a una aliança entre el seu partit amb altres forces nacionalistes perifèriques espanyoles (CIU i PNB) a través del Pacte de Barcelona.

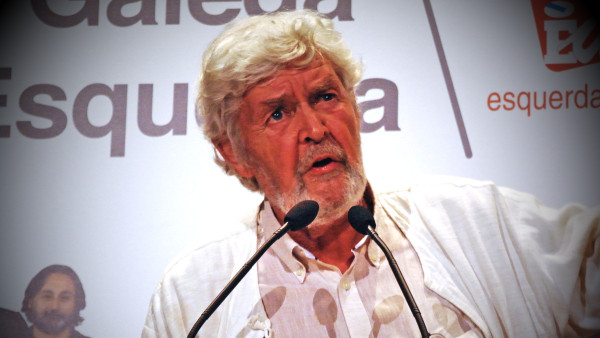
Xosé Manuel Beiras en un mitin a Ourense durant la campanya per a les eleccions a la Xunta de Galícia del 2012.

Després de les municipals del 13 de juny de 1999, arriba a un pacte amb el PSdG-PSOE per a la repartició d'ajuntaments en alguns ajuntaments, mentre que com fruit del Pacte de Barcelona, el BNG obté el seu primer escó al Parlament Europeu. A les autonòmiques de 2001 renovà una altra vegada el seu escó, però veu com el seu grup baixa un diputat quedant en 17. El 27 d'abril de 2004 signà, juntament amb el seu company de grup, Anxo Quintana, en representació del BNG un acord per a donar desenvolupament al document base signat pel BNG, CiU i EAJ-PNB el 6 d'abril d'aquest any. Mitjançant aquest acord es formaria la coalició "Galeusca Pobles d'Europa" per a la celebració de les eleccions al Parlament Europeu del 13 de juny de 2004, en les quals aquest grup aconseguirà 3 escons. No obstant això l'11 d'abril de 2005 va presentar davant els companys del BNG la seva dimissió com a President del Consell Nacional del BNG i la seva renúncia a formar part de les llistes electorals del BNG a la Xunta.
Posteriorment va encapçalar un corrent crític dins el BNG anomenat Encontro Irmandiño, que va obtenir a la XII Assemblea Nacional de la formació nacionalista 15 membres al Consell Nacional i tres a la Comissió Executiva (un d'ells, el mateix Beiras). Al desembre de 2005 va iniciar una col·laboració setmanal en el diari Galicia Hoxe, que va donar lloc el 2007 al llibre recopilatori De Nunca Máis a Máis Alá. Beiras, juntament amb Xaime Illa Couto, també va ser un dels promotors de les col·leccions Enquisa, Agra aberta i Os percusores de l'Editorial Galaxia, en la qual fou director de la col·lecció Alén-Nós; d'aquesta experiència va sorgir la participació en la creació d'Edicións Laiovento.
En l'actualitat és columnista dominical del periòdic en gallec Galicia Hoxe i segueix col·laborant, de tant en tant, en les publicacions Grial i A Nosa Terra.

## Obra

### Assaig
- El problema del desarrollo en la Galicia rural, 1967, Galaxia.
- Estructura y problemas de la población gallega, 1970, Banco del Noroeste.
- O atraso económico da Galicia, 1972, Galaxia. 2a edició de O atraso económico da Galiza (2005) en Laiovento.
- La economía gallega en los escritos de Pedro Antonio Sánchez, 1973, Galaxia.
- Constitución española e nacionalismo galego: unha visión socialista, 1985, Asociación Cultural Alexandre Bóveda.
- Prosas de combate e maldicer, 1991, Laiovento.
- O Estado da Nación, 1996, Laiovento. 2a edició augmentada en 2001.
- A catástrofe do "Prestige", 2003, Edicións Laiovento. ISBN 978-84-8487-024-1
- Economía galega e autonomía política, 2006, Universidade de Santiago de Compostela.
- De nunca máis a máis alá, 2007, Editorial Compostela.
- Por unha Galiza liberada e novos ensaios, 2008, Espiral Maior. ISBN 978-84-9647-584-7

### Obres col·lectives
- ¿Patria ou Terra Nai? Ensaios sobre a cuestión nacional, 1999, Laiovento. Amb Antonia Tato Fontaíña i Estrella Tato Fontaíña.
- A poboación galega no século XX, 2000, Laiovento. Amb Abel López Rodríguez.
- Avilés de Taramancos: A paixón pola terra, 2004, Consello da Xuventude de Galicia.
- O Tratado da Constitución Europea. Visións desde Galiza, 2005, Baía Edicións.
- Marcos Valcárcel. O valor da xenerosidade, 2009, Difusora.
- 15-M: O pobo indignado, 2011, Laiovento.